# Fred Elizalde jr.
Federico J. Elizalde jr. (Makati, 17 augustus 1940) is een Filipijns zakenman en miljonair.

## Biografie
Fred Elizalde jr. werd geboren in Makati, een voorstad van Manilla. Hij is een van drie kinderen van Mary Cadwallander en Manuel Elizalde sr. Elizalde studeerde aan Harvard University in de Verenigde Staten, waar hij magna cum laude zijn Bachelor-diploma behaalde. Hij volgde in 1985 zijn vader Manuel op als CEO en voorzitter van de raad van bestuur van de Manila Broadcasting Company. Elizalde is tevens topman van de Philippine International Corporation (Philcite), Star Parks Corporation (Star City), Elizalde Holdings Corporation and Northern Capiz Agro-Industrial Development Corporation (Norcaic). Ook was hij in het verleden onder andere voorzitter van de ASEAN-U.S. Business Council, de Filipijnse kamer van koophandel en de Confederatie van Aziatische kamer van koophandels en industrie. Ook was hij lid van het interim Batasang Pambansa, het Filipijns parlement van 1978 en 1984. In het parlement was hij lid van de commissies voor industrie, nationale cultuur, socio-economische planning en ontwikkeling en die voor handel.

## Privéleven
Elizalde jr. was getrouwd met Joan Gatlin. Samen kregen ze zes kinderen, waaronder Juan Elizalde. Na het overlijden van Joan, trouwde hij in 1997 met ballerina Lisa Macuja. Uit dit huwelijk kreeg hij nog twee kinderen.